# تسخیر (فیلم ۲۰۰۲)
تسخیر (انگلیسی: Possession) فیلمی در ژانر رمانتیک، معمایی و درام است که در سال ۲۰۰۲ منتشر شد.

## بازیگران
- آرون اکهارت
- گوئینت پالترو
- جرمی نورثام
- جنیفر ایلی
- لینا هیدی
- توبی استفنز
- آنا مسی
- تام هالندر
- مگ وین اوون
- گراهام کراودن

## خلاصه
دو کاراگاه راز دو شعر دوران ویکتوریایی را کشف می کنند اما متوجه می شوند که خودشان تحت تاثیر جادوی آن شعر قرار گرفته اند...